# Østbanetorvet
Østbanetorvet er et torv i Nørre Stenbro-kvarteret i Aarhus.
Torvet strækker sig fra Østboulevarden til Østbanetorvet Station, hvor Skovvejen går mod nord og Kystvejen mod syd. Mellem torvets to parallelle gader er der et lille brolagt anlæg med træer og bænke. Her står Elias Ølsgaards statue af politikeren og børnesagsforkæmperen Peter Sabroe. Statuen er flyttet to gange pga. byudviklingen og kom til Østbanetorvet i 1973.
Østbanetorvet blev anlagt i 1890-91 som en plads foran Østbanegården, som den er opkaldt efter. Det meste af torvets bebyggelse stammer fra 1895-96. Torvet ligger lige syd for Nordre Kirkegård, der blev indviet i 1876.
Banegårdsbygningen fra 1877 er bevaret i sin oprindelige stil og rummer i dag et møbelhus, men der er stadig togtrafik fra perronen, hvor passagererne kan stå i ly under halvtaget. På torvet findes desuden et møntvaskeri, en restaurant, et pizzeria, et værtshus, en halal-slagter og en kiosk (kiosk lukket ca. 2013 og lokaler omdannet til beboelse).

## Sporvogne og busser
Østbanetorvet var endestation for den første kollektive trafik i Aarhus, en hesteomnibus. 7. juli 1904 startede Aarhus Elektriske Sporvej, som også havde stoppested på Østbanetorvet. Sporvognene kørte ind fra Knudrisgade, svingede th. til stoppestedet og videre tv. op ad Skovvejen. Sporvognene i Aarhus blev nedlagt 7. november 1971.
Efter en omfattende omlægning af busnettet i Aarhus i 2011, hvor trafikken blev koncentreret om hovedindfaldsvejene, gik Østbanetorvet fra 40 busafgange i timen på hverdage til kun 8 på linjerne 20 og 33. Samtidig blev stoppestederne flyttet ind på selve torvet, så Kystvejen aflastes.

## Galleri
- Østbanetorvet set fra Østboulevarden med banegården i baggrunden
- Østbanetorvet set fra banegården med statuen af Peter Sabroe i forgrunden